# Аль-Куни, Ибрагим
Ибрагим аль-Куни (араб. الكوني ابراهيم‎; род. 1948[…], Гадамес, Налут) — современный арабоязычный ливийский прозаик, романист, новеллист, публицист и журналист.

## Биография
Родился в 1948 году в Гадамесе (Ливия). По происхождению - туарег. В 12 лет выучил арабский язык и с тех пор много путешествовал по Ливии. После прихода Каддафи к власти и начала добычи нефти, финансовое положение в стране значительно улучшилось, что позволило гражданам этой страны, в том числе и аль-Куни, учится, работать и путешествовать. В 1974, будучи 26 летним студентом, аль-Куни впервые начал печатать статьи. С тех пор он сделал много публикаций на тему социализма и национализма в постколониальной Ливии.  Работал также в Министерстве социальной политики и Министерстве культуры, корреспондентом новостного агентства J.A.N.A., а также в посольстве в России и Польше.
В 1977 году окончил Литературный институт имени Горького в Москве, где изучал русский язык, философию, в частности марксизм, и сравнительное литературоведение. Кроме писателей так называемого «социалистического реализма», которые были обязательны для изучения, аль-Куни познакомился также с работами Достоевского, Толстого, Шолохова, Бахтина, Солженицына и Чехова. Также работал журналистом, а позднее занимал одну из должностей в Ливийском культурном центре.
После распада Советского Союза писатель переехал в Польшу, где работал корреспондентом в Ливийском новостном агентстве и Ливийском культурном центре, а также был членом Общества ливийско-польской дружбы и работал редактором журнала «Польское содружество».  Занимался также переводом и публикацией арабоязычных рассказов, включая его собственные. В Польше он прожил до 1994.
С 1994 живет в городе Голдвиль, Швейцария. Там он знакомится с арабистом, доктором Хартмутом Фендрихом, который, впоследствии, перевел большую часть его работ. Благодаря этому произведения аль-Куни появились на международном пространстве, а сам писатель становится лауреатом многих премий, таких как Государственная премия Швейцарии (1995), Ливийская государственная премия литературы и искусств (1996), Премия общества франко-арабской дружбы (2002), Премия им. Мухаммеда Зефзафа (2005), Премия Шейха Зайада (2008) и др.

## Творчество
Ибрагим аль-Куни — автор более 60 книг: это романы, новеллы, публицистика, посвященные жизни туарегов Сахары. Первые литературные опыты относятся к 1974 году, когда были изданы сборник рассказов «Внеочередная молитва» (1974) и сборник эссе «Заметки живущего на чужбине» (1974). В 80-е годы работал представителем Общества ливийско-польской дружбы в Варшаве и главным редактором издаваемого на польском языке журнала Общества "Ас-садака". Жил в Советском Союзе и после распада в 1993 переехал жить в Швейцарию.
Для аль-Куни пустыня это образ, с помощью которого он исследует основные темы природы и человека, времени и духа. Его проза богата на аллегории и афоризмы, туарегские названия, описания обрядов, доисламских традиций и классического суфизма.
Так, в романе «Крупица золота» (1990) описываются отношения между сыном вождя племени и его верблюдом. Эти отношения, построенные на физической взаимозависимости, переходят в духовную близость. Иногда верблюд даже кажется проекцией дикой части своего хозяина. Сам хозяин не всегда при этом соблюдает законы пустыни. Отказавшись женится на двоюродной сестре, которую выбрал для него отец, а сам выбрав себе девушку, он стал изгоем. Судьба же привела к тому, что он стал убийцей и вынужден скрываться от возмездия.
В романе «Семь покровов Сета» на основе древнеегипетской мифологии о злом боге Сете, который из ревности убивает своего брата, доброго Озириса, аль-Куни исследует вместе с этим и его вторую ипостась, как добродетеля пустыни. Предательство, измена, превращения и убийство переплетаются вместе с поисками ответа на вопрос о смысле жизни.
Роман «Бесы пустыни» исследует пустыню, овеянную ветрами, где человек боролся с демонами, пустыню, через которую проходили торговые пути, и множество людей боролись за жизнь. Именно в этом романе аль-Куни наиболее ярко описывает духовную и физическую борьбу человека за существование. Сейчас в эту пустыню пришел караван, везя с собой много золота, рабов и редкостных и сакральных вещей. Они пришли, чтобы осесть и создать идеальный город на земле.
В романе «Кровоточащий камень» автор занимается вопросом разрушения жизни пустыни ненасытными людьми, которые не живут по её законам, в отличие от главного героя, Асуфа. Асуфа знает, где и как охотится на муфлонов и живет в гармонии с пустыней, но приходят другие охотники, которые полностью уничтожают газелей и грозят уничтожением и муфлонов, от которых зависит жизнь главного героя.
«Глоток крови» традиционно для творчества автора рассказывает о жизни людей пустыни, которые проливали кровь, освобождая свою родину. Теперь зарождается новая жизнь, в которой не будет столько опасностей для туарега.
За своё творчество Ибрагим аль-Куни удостоен многих международных литературных премий, среди которых Большая государственная премия правительства Швейцарии за ряд романов И. аль-Куни, переведенных на немецкий язык. Французский журнал "Lire" назвал его в числе пятидесяти выдающихся современных романистов мира, представляющих литературу XXI века и названных "писателями завтрашнего дня". В 2005 году был награждён престижной марокканской литературной премией им. Мухаммеда Зефзафа. В 2008 году И. аль-Куни был удостоен крупнейшей литературной премии арабского мира - премии Шейха Зайада.

## Избранная библиография
- Внеочередная молитва (новеллы)(1974)
- Лунное затмение (роман в 4-х частях)(1989) (часть 1 "Колодец", часть 2-я "Оазис", часть 3-я "Вести о втором потопе", часть 4-я "Зов выпи")
- Крупица золота (роман)(1990)
- Кровоточащий камень (роман)(1990)
- Маг (романная дилогия)(1990-91)(в русском переводе "Бесы пустыни" Архивная копия от 5 марта 2016 на Wayback Machine, М., Библос консалтинг Архивная копия от 6 августа 2010 на Wayback Machine, 2010. Перевод с арабского И.А. Ермакова)
- Утраченные факты из жизни мага (новеллы)(1992)
- Глоток крови (новеллы)(1993)
- Осень дервиша (роман, новеллы, мифы)(1994)
- Жизнь длиной в три дня (роман)(2000)

## Публикации на русском языке
- рассказ «Похороны» (журнал «Простор», август, 1973)
- рассказ «Глоток крови» («Восточный альманах». Вып /. 1979)
- Ибрагим аль-Куни. Глоток крови (сборник рассказов)(перевод с арабского)(1988)
- Ибрагим аль-Куни. Бесы пустыни Архивная копия от 5 марта 2016 на Wayback Machine. Роман-дилогия. Перевод с арабского И.А. Ермакова (2010).